# プラグ&プレイ型ゲーム機

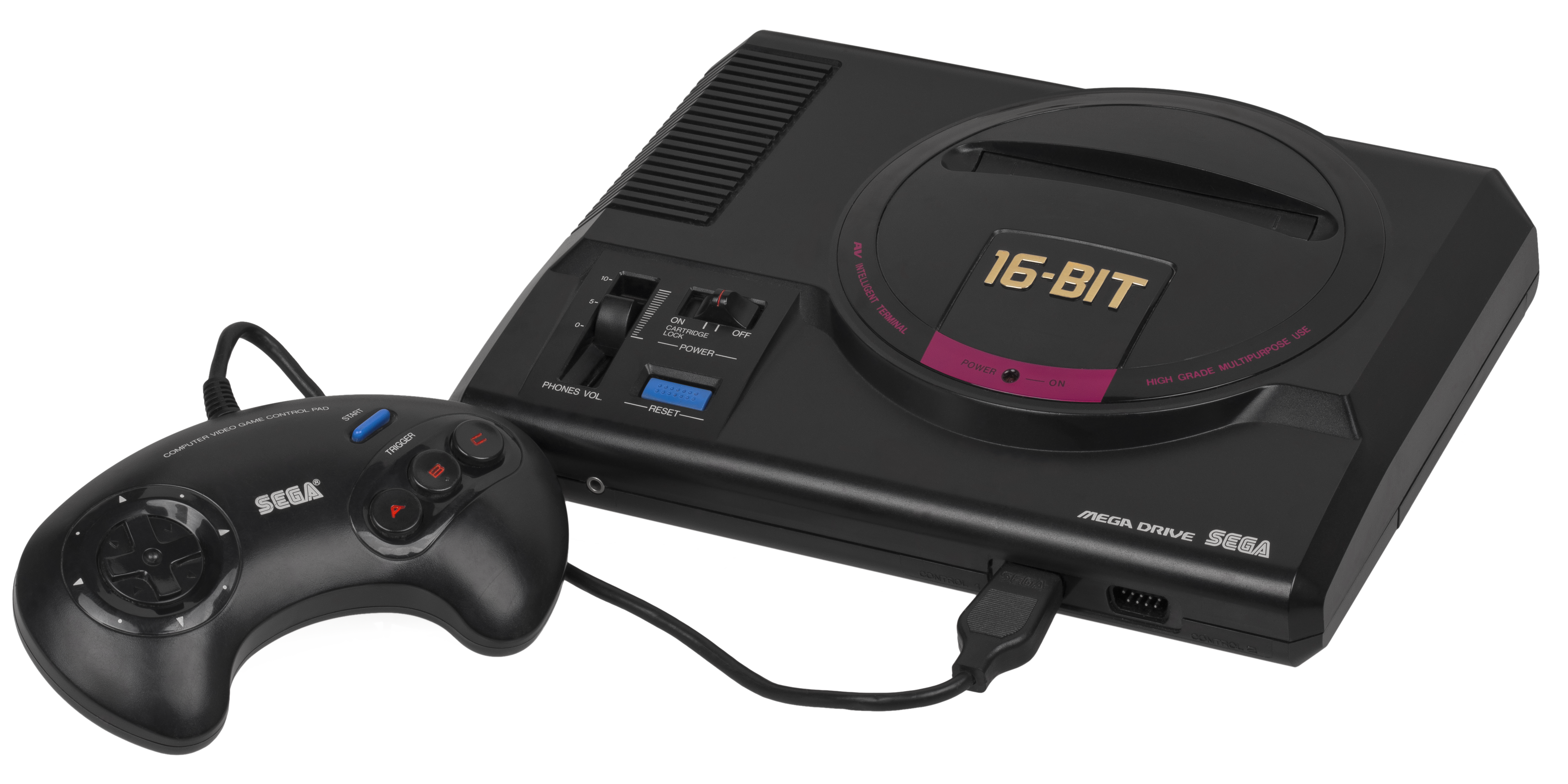

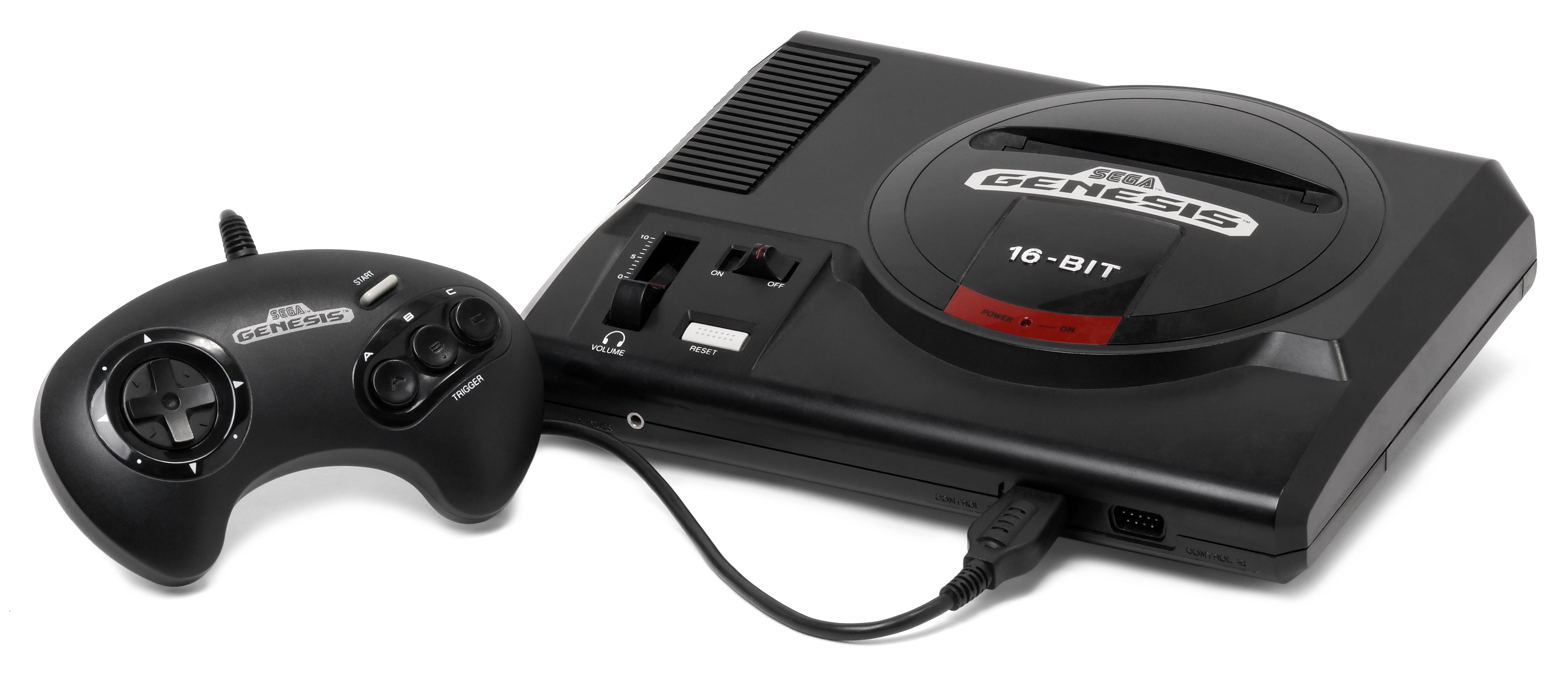
メガドライブ用のレトロゲームを42本内蔵した、メガドライブミニ

プラグ&プレイ型ゲーム機（英:plug and play game）とは、テレビにつないですぐ遊べるタイプのゲーム機である。通称PnPゲーム機。

## 概要
自由に持ち運びできる程度の大きさで、電源はバッテリーやコンセントなどから取得し、ゲーム機をテレビに直接接続して遊ぶタイプのゲーム機である。ゲーム機本体にゲームが内蔵されており、またコントローラもゲーム機に付属しているため（コントローラーを取り外せるタイプもある）、ゲーム機をテレビにつなげばすぐにゲームが遊べる。
本体の形は、電車の制御器（マスター・コントローラー）を模した形の『電車でGO! PLUG & PLAY』や、「ロトの剣」を模した形の『剣神ドラゴンクエスト』などのように、玩具の形をした物や、ファミリーコンピュータの形を模した「ニンテンドークラシックミニ ファミリーコンピュータ」や、メガドライブの形を模した「メガドライブミニ」などのように、ゲーム機の本体またはコントローラーの形をした物などがある。
ゲームの内容は、テレビに向かって本体兼コントローラーを振るような特殊なゲーム、体感ゲーム、もしくはゲームと言うよりフィットネスやトレーニングのような動作をするようなものもある。また、ゲームを一つだけ内蔵し一つのゲームに特化したコントローラを搭載した製品や、本体に複数のゲームを詰め合わせた製品などがある。玩具として5000円以下の価格で販売される製品が多い。
懐かしのレトロゲーム機の形を模した本体に、懐かしのレトロゲームを複数本内蔵した（いわゆる「○○ミニ」的な）プラグ&プレイ型ゲーム機に関しては、2002年に米玩具販売大手のJakks Pacificが発売した「Atari Classic 10-in-1 TV」のヒットによって広く知られるようになった。「○○ミニ」に関しては、「プラグ&プレイ型ゲーム機」ではなく「ソフトを交換する機能を排したコンソール型ゲーム機」と考える人もいる。ただし、本体は懐かしのコンソール機の形を模してはいても、互換機のようにユーザー側でソフトを交換して遊べるわけではないため、「ゲーム機」ではなく「玩具」または「コレクターズアイテム」として販売されることが多い。
バンダイの『Let's! TV プレイ』やコナミの『PLAY-POEMS』など、ほとんどのメーカーはメーカー独自の商標でプラグ&プレイ型ゲーム機を展開しているが、小売においては特に区別されておらず、全てひとまとめにして「TVゲーム機」または「プラグ&プレイ型ゲーム機」として扱われている。

## 歴史
1990年代半ばから2000年代初頭にかけて、3つのことが起こった。1つ目は、レトロゲーム再評価の動きが勢いを増し始めたこと、2つ目は、System-on-a-chip（SoC）の価格が劇的に下がったこと、3つ目は、車載テレビの普及である。この頃に、Atari 2600のゲームを詰め合わせたプラグ&プレイ型ゲーム機である「TV Boy」など、無許可の家庭用ゲーム機がいくつかリリースされた。これらの要因により、ゲーム会社は自社のレトロゲームを製造業者に公式にライセンス供与することになった。
香港の大手玩具メーカーToymaxが製造した、アクティビジョンのAtari 2600用ゲームを10本詰め合わせた『Activision 10-in-1』(2001年)などが最初期のプラグ&プレイ型ゲーム機である。この頃の製品は基本的に、ゲーム機のコントローラーの形をした本体に懐かしのゲームを何本か詰め合わせただけのシロモノだったが、やがてオリジナルのゲーム内容と操作方法で勝負するメーカーも現れ始めた。例えばニコロデオンはJakks Pacificと契約し、スポンジボブを題材にした『Spongebob TV Game』(2003年)などをリリースしている。
この頃アメリカで、ビデオゲームが子供の肥満に寄与しているという批判があったのを受け、体感ゲーム型のプラグ&プレイ型ゲーム機が盛んにリリースされた。新世代株式会社（SSD Company Limited）のSoC「XaviXチップ」を採用したものが多く、例えば2003年にRadicaからリリースされた「Radica Play TV」は、Play TV Baseball、Play TV Football、Play TV Barbie Dance Crazeなどの体感ゲームを内蔵していた。2004年にタイガー・エレクトロニクスが発売した、『ロードオブザリング』を題材にした体感型格闘ゲーム『Lord of the Rings - Warrior of Middle-Earth 』も「XaviXチップ」を採用しており、コントローラとしておもちゃの剣を採用していた。
2004年にRadicaはセガからライセンスの供与を受け、メガドライブのゲームを詰め合わせた製品をリリースした。メガドライブのコントローラーの形をした本体に『ソニックザヘッジホッグ』『ソニックザヘッジホッグ2』『アレックスキッド 天空魔城』などのゲームを詰め合わせたもので、これは日本でもセガトイズから『メガドライブ プレイTV』の名称で販売された。また、2004年にC64 Direct-to-TVがリリースされた。コモドール64をワンチップ化し、ジョイスティック型をした本体に収納したプラグ&プレイ型ゲーム機である。テレビショッピングのQVCが初期ロットの25万台を全て買い上げ、販売初日だけで7万台を売り上げる大ヒットとなった。これらは2010年代に各ゲーム会社からリリースされる「○○ミニ」の走りと言える。
2006年に任天堂が発売したWiiは、ディスクを交換せずともレトロゲームをネットでダウンロードして遊べる「バーチャルコンソール」という機能を搭載し、またコントローラーを振るなどして体感ゲームを遊ぶ機能も搭載していた。そのため、テレビにつなぐだけでたくさんのレトロゲームや体感ゲーム機を遊ぶことができるというプラグ&プレイ型ゲーム機のメリットは無くなり、プラグ&プレイ型ゲーム機の需要は尻すぼみとなった。2000年代中期に体感型のプラグ&プレイ型ゲーム機のブームを牽引した、バンダイの『Let's! TV プレイ』や、新世代株式会社の『XaviX』も、2008年に展開を終了した。
その後は、スマホが普及してテレビゲームの時代ではなくなるなどの社会の変化はあるものの、2016年に『ニンテンドークラシックミニ ファミリーコンピュータ』を任天堂が発売するなど、レトロゲームを詰め合わせたプラグ&プレイ型ゲーム機のヒット商品は定期的に出ている。また、麻雀コンパネ型の本体に麻雀ソフトを内蔵したゲーム機や、マスコン型コントローラーに『電車でGO! FINAL』を内蔵した「電車でGO! PLUG＆PLAY」（2018年）など、一つのゲームに特化したプラグ&プレイ型ゲーム機にも根強い需要がある。

## 製造業者
- Atari
- カプコン - CAPCOM HOME ARCADE
- DreamGEAR - 「レトロアーケード」シリーズ
- コナミ - PCエンジン mini
- バンダイナムコ - 「Let's! TV プレイ」シリーズ
- 任天堂 - ニンテンドークラシックミニ ファミリーコンピュータ、ニンテンドークラシックミニ スーパーファミコン
- Radica - 「メガドライブ プレイTV」のOEM元
- セガ - メガドライブ ミニ、アストロシティミニ、アストロシティミニV、メガドライブ ミニ2
- ソニー - PlayStation Classic

## 参照
1. ↑  レトロンバーガー Order 1：ミニなメガドライブ，実はもうある。ミニじゃない最新型もある。PnPゲーム機を大特集編 - 4Gamer.net